# Meta Ramsay, Baroness Ramsay of Cartvale

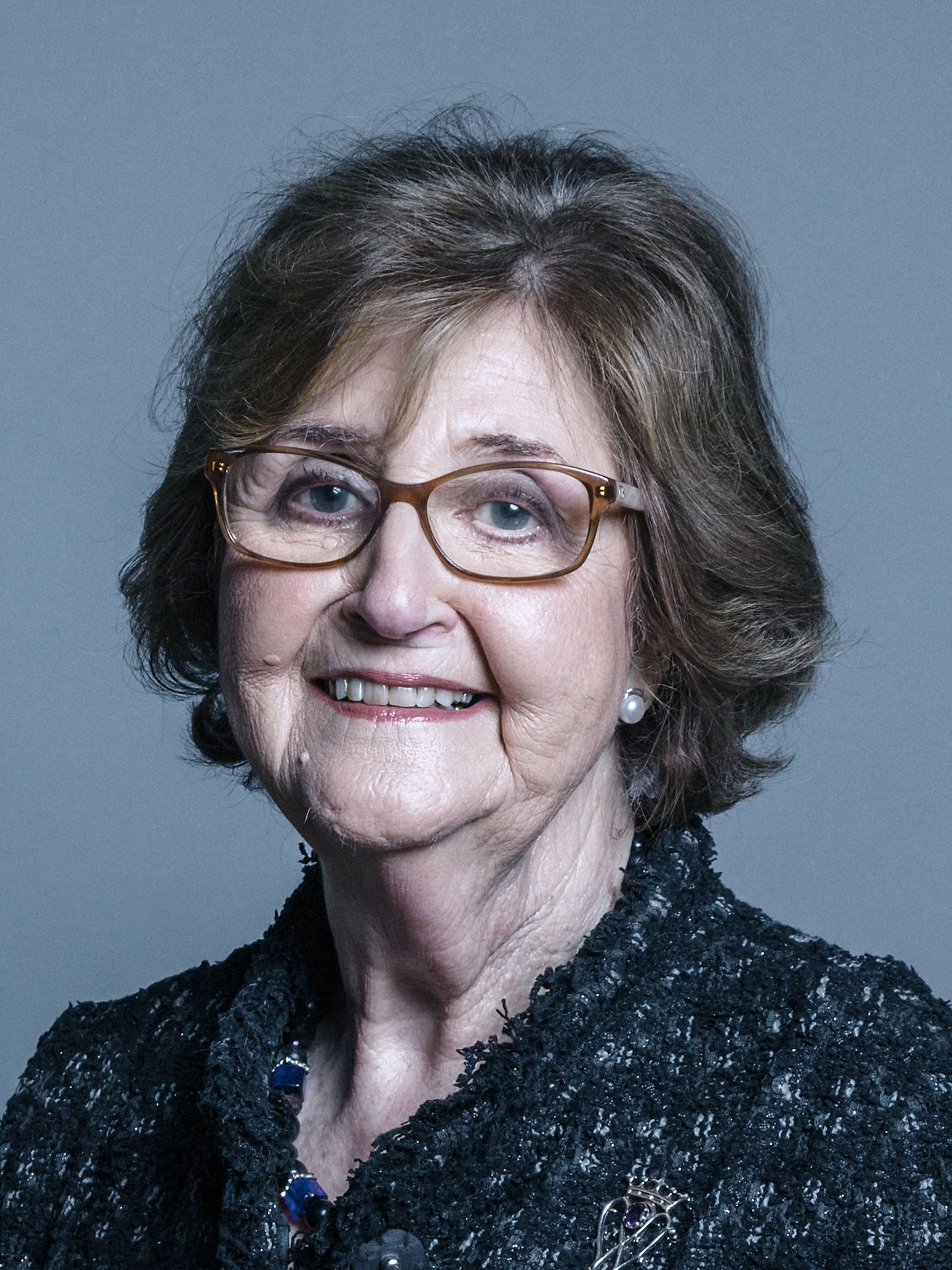
Meta Ramsay, Baroness Ramsay of Cartvale

Margaret Mildred „Meta“ Ramsay, Baroness Ramsay of Cartvale (* 12. Juli 1936) ist eine britische Diplomatin und Politikerin der Labour Party, die seit 1996 als Life Peeress Mitglied des House of Lords ist.

## Leben

### Diplomatin und MI6-Mitarbeiterin
Meta Ramsey absolvierte nach dem Schulbesuch ein Studium an der University of Glasgow und am Hochschulinstitut für internationale Studien und Entwicklung der Universität Genf. 1969 trat sie in den auswärtigen Dienst des Foreign and Commonwealth Office (FCO) ein und war dort bis 1991 tätig, wobei sie in dieser Zeit schwerpunktmäßig Repräsentantin des Auslandsgeheimdienstes Secret Intelligence Service (MI6) an den Auslandsvertretungen war. Nach einer Verwendung an der Botschaft in Schweden war sie Leiterin der MI6-Vertretung in Finnland und dort auch maßgeblich an der Zusammenarbeit mit Oleg Antonowitsch Gordijewski beteiligt, einem in den Westen übergelaufenen Oberst des KGB.
Nach ihrem Ausscheiden aus dem öffentlichen Dienst 1991 engagierte sich in verschiedenen Gremien der Labour Party und war von Juli 1992 bis Mai außenpolitische Beraterin des damaligen Labour-Parteichefs John Smith sowie zeitgleich zwischen 1992 und 1994 Mitglied des Gesundheitsrates des London Borough of Lewisham. Danach fungierte sie von 1994 bis 1995 als Sonderberaterin von Jack Cunningham, der zu der Zeit im Schattenkabinett der Labour Party „Schattenminister“ für Handel und Industrie war.

### Oberhausmitglied
Durch ein Letters Patent vom 11. Oktober 1996 wurde Meta Ramsay als Life Peeress mit dem Titel Baroness Ramsay of Cartvale, of Langside in the City of Glasgow, in den britischen Adelsstand erhoben. Kurz darauf erfolgte ihre Einführung als Mitglied des House of Lords. Im Oberhaus gehört sie zur Fraktion der Labour Party.
In der Folgezeit war sie 1997 kurzzeitig Mitglied des Oberhausausschusses für Nachrichtendienste und Sicherheit sowie im Anschluss von 1997 bis 2001 Parlamentarische Geschäftsführerin der regierenden Labour-Fraktion (Government Whip). Als solche war sie zwischen 1997 und 2001 Sprecherin für Schottland sowie zugleich von 1997 bis 1998 Sprecherin der Regierungsfraktion für Kultur, Medien und Sport sowie Gesundheit. Ferner war sie 1997 kurzzeitig Mitglied der britischen Delegation in der Parlamentarischen Versammlung der Organisation für Sicherheit und Zusammenarbeit in Europa (OSZE).
Baroness Ramsay, die von 1998 bis 2001 Mitglied des Oberhausausschusses für Auswärtige Angelegenheiten und Europa sowie danach erneut von 2001 bis 2006 Mitglied des Oberhausausschusses für Nachrichtendienste und Sicherheit war, fungierte von 2002 bis 2008 als stellvertretende Sprecherin (Deputy Speaker) des Oberhauses. 2002 wurde sie Kommandeurin des Finnischen Ordens der Weißen Rose. Seit 2003 ist sie ferner Mitglied der britischen Delegation in der Parlamentarischen Versammlung der NATO.
Darüber hinaus ist sie Vorsitzende der Labour Friends of Israel im House of Lords sowie Vorsitzende des Treuhandrates der Kenneth Lindsay-Stiftung sowie des Treuhandrates der Wyndham-Deedes-Stiftung. Außerdem engagiert sie sich als Vorsitzende des Entwicklungsrates des Royal Scottish National Orchestra in Glasgow.